# NGC 2782
NGC 2782 је спирална галаксија у сазвежђу Рис која се налази на NGC листи објеката дубоког неба.
Деклинација објекта је + 40° 6' 49" а ректасцензија 9h 14m 5,0s. Привидна величина (магнитуда) објекта NGC 2782 износи 11,4 а фотографска магнитуда 12,3. Налази се на удаљености од 37,3000 милиона парсека од Сунца. NGC 2782 је још познат и под ознакама UGC 4862, MCG 7-19-36, CGCG 209-31, IRAS 09108+4019, ARP 215, KUG 0910+403, PGC 26034.